# Sergio García Fernández

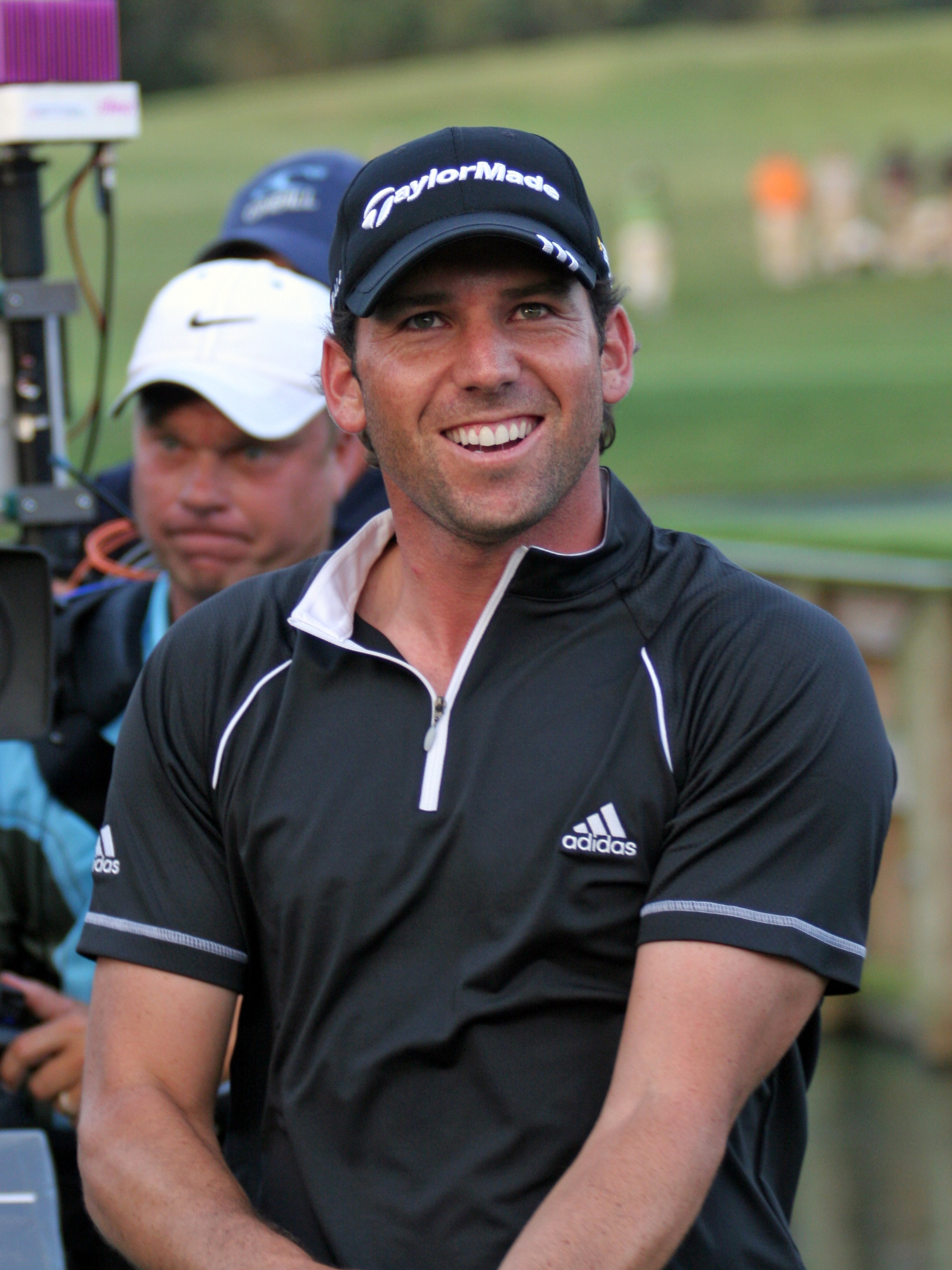
Sergio García

Denna artikel handlar om den spanska golfspelaren. För fotbollsspelaren, se Sergio García de la Fuente. 
Sergio García Fernández, född 9 januari 1980 i Castellón i Spanien, är en spansk golfspelare som för tillfället spelar på LIV-touren. 
García började att spela golf när han var tre år gammal och det var hans far som lärde honom. Han vann klubbmästerskapen vid 12 års ålder och när han var 14 blev han den yngste spelaren i historien som klarade cutten i en Europatourtävling, 1995 års Turespana Open Mediterranea. Samma år blev han den yngste spelaren som vunnit de europeiska amatörmästerskapen.
Han blev professionell 1999 efter att ha spelat på den lägsta scoren av en amatör i majortävlingen Masters. Han blev snabbt en framstående spelare och han hade bland annat en duell med Tiger Woods i 1999 års PGA Championship där han blev tvåa. Under slutrundan i den tävlingen slog García ett av sina mest berömda golfslag. Då bollen låg vid en trädstam och han inte hade någon sikt mot greenen slog han blundande ett hårt slag som rullade upp på greenen.
García vann sin första PGA-tävling 2001 i MasterCard Colonial i Fort Worth i Texas och samma år vann han Buick Classic. 2002 vann han Mercedes Championships och 2004 EDS Byron Nelson Championship och Buick Classic för andra gången. Hans sjätte PGA-seger kom 2005 i Booz Allen Classic. Han spelar även på Europatouren där han har vunnit sex tävlingar.
Hans största seger fram tills 2017 skedde 2008 då han vann The Players Championship. 2017 vann han sin första och hittills enda major seger då han vann The Masters och den gröna kavajen. 
Han var med i det europeiska Ryder Cup-laget 1999, 2002, 2004, 2006, 2008, 2012, 2014, 2016, 2018 och 2021. Han har som bäst legat tvåa på golfens världsranking.
Den 9 april vann han sin första och Spaniens femte seger på Augusta National Golf Club, när han vann The Masters Tournament efter särspel mot engelsmannen Justin Rose

## Meriter

### Segrar på PGA-touren
- 2001 MasterCard Colonial, Buick Classic
- 2002 Mercedes Championships
- 2004 EDS Byron Nelson Championship, Buick Classic
- 2005 Booz Allen Classic
- 2008 The Players Championship
- 2012 Wyndham Championship

### Segrar på Europatouren
- 1999 Murphy's Irish Open, Linde German Masters
- 2001 Trophée Lancôme
- 2002 Canarias Open de Espana
- 2004 Mallorca Classic
- 2005 Omega European Masters

### Övriga segrar
- 1997 Grand Prix des Landes
- 1997 Catalonian Open Championship
- 2001 Nedbank Golf Challenge
- 2002 Kolon Cup Korean Open
- 2003 Nedbank Golf Challenge

### Majors
- 2017 The Masters Tournament

### Lagtävlingar
- Eisenhower Trophy: 1996, 1998
- St Andrews Trophy: 1996, 1998
- Junior Ryder Cup: 1995, 1997
- Jacques Leglise Trophy: 1994, 1995, 1996 (segrare), 1997, 1998
- Ryder Cup: 1999, 2002 (segrare), 2004 (segrare), 2006 (segrare)
- WGC-World Cup: 2001, 2004, 2005
- The Seve Trophy: 2000 (segrare), 2003
- Alfred Dunhill Cup: 1999 (segrare)